# Periscyphis albescens
Periscyphis albescens är en kräftdjursart som först beskrevs av Gustav Budde-Lund 1885.  Periscyphis albescens ingår i släktet Periscyphis och familjen Eubelidae. Inga underarter finns listade i Catalogue of Life.